# Fauvizem
Fauvizem ali fovizem [fovízəm] (iz francoske besede fauves, divji) je bila slikarska smer, ki je zelo nasprotovala impresionizmu (Henri Matisse, Vlaminck, ...). Fauvisti so se zavzemali za čisti in pogosto ploskovit nanos barv brez plastične modelacije, brez perspektive in čustvenih poudarkov. Spoznanje drugačne barvnosti višjega reda so si nemški umetniki pridobili v prvi vrsti od Francozov. Že Paul Cézanne je spoznal, da je stvar svet predmetov drugačen kot slikovni svet. Tako imenovani fauves, zveri, so iz tega izvajali sklep, da je na sliki vsaj barva neodvisna od resnične barve stvari. Po letu 1907 so se fauvisti razšli. Nekateri so razvijali fauvizem naprej v kubizem in poudarjanje oblik (Derain).